# Самоково
Самоково је насеље у Србији у општини Куршумлија у Топличком округу. Према попису из 2022. било је 21 становника (према попису из 1991. било је 93 становника).
У средњем веку, било је седиште самоковског епископа под ингеренцијом пећког патријарха српске православне Цркве, све до укидања патријаршије 1776. године од Турака.

## Демографија
У насељу Самоково живи 50 пунолетних становника, а просечна старост становништва износи 41,0 година (39,9 код мушкараца и 41,9 код жена). У насељу има 21 домаћинство, а просечан број чланова по домаћинству је 2,90.
Ово насеље је углавном насељено Србима (према попису из 2002. године).
|  |

| Демографија | Демографија | Демографија |
| Година      | Становника  | Становника  |
| ----------- | ----------- | ----------- |
| 1948.       | 297         |             |
| 1953.       | 331         |             |
| 1961.       | 254         |             |
| 1971.       | 194         |             |
| 1981.       | 162         |             |
| 1991.       | 93          | 93          |
| 2002.       | 61          | 62          |

| Етнички састав према попису из 2002.‍ | Етнички састав према попису из 2002.‍ | Етнички састав према попису из 2002.‍ | Етнички састав према попису из 2002.‍ | Етнички састав према попису из 2002.‍ |
| ------------------------------------ | ------------------------------------ | ------------------------------------ | ------------------------------------ | ------------------------------------ |
|                                      |                                      |                                      |                                      |                                      |
| Срби                                 | Срби                                 |                                      | 54                                   | 88,52%                               |
| Црногорци                            | Црногорци                            |                                      | 5                                    | 8,19%                                |
| Словенци                             | Словенци                             |                                      | 1                                    | 1,63%                                |
| непознато                            | непознато                            |                                      | 1                                    | 1,63%                                |

| Година пописа     | 1948. | 1953. | 1961. | 1971. | 1981. | 1991. | 2002. |
| ----------------- | ----- | ----- | ----- | ----- | ----- | ----- | ----- |
| Број домаћинстава | 45    | 51    | 44    | 44    | 42    | 29    | 21    |

| Број чланова      | 1 | 2 | 3 | 4 | 5 | 6 | 7 | 8 | 9 | 10 и више | Просек |
| ----------------- | - | - | - | - | - | - | - | - | - | --------- | ------ |
| Број домаћинстава | 6 | 5 | 2 | 4 | 1 | 3 | 0 | 0 | 0 | 0         | 2,90   |

| Пол    | Укупно | Неожењен/Неудата | Ожењен/Удата | Удовац/Удовица | Разведен/Разведена | Непознато |
| ------ | ------ | ---------------- | ------------ | -------------- | ------------------ | --------- |
| Мушки  | 24     | 6                | 15           | 0              | 2                  | 1         |
| Женски | 28     | 3                | 18           | 4              | 3                  | 0         |
| УКУПНО | 52     | 9                | 33           | 4              | 5                  | 1         |

| Пол    | Укупно                    | Пољопривреда, лов и шумарство | Рибарство                            | Вађење руде и камена | Прерађивачка индустрија       |
| ------ | ------------------------- | ----------------------------- | ------------------------------------ | -------------------- | ----------------------------- |
| Мушки  | 5                         | 0                             | 0                                    | 0                    | 0                             |
| Женски | 6                         | 4                             | 0                                    | 0                    | 0                             |
| УКУПНО | 11                        | 4                             | 0                                    | 0                    | 0                             |
| Пол    | Производња и снабдевање   | Грађевинарство                | Трговина                             | Хотели и ресторани   | Саобраћај, складиштење и везе |
| Мушки  | 0                         | 0                             | 0                                    | 0                    | 0                             |
| Женски | 0                         | 0                             | 1                                    | 0                    | 0                             |
| УКУПНО | 0                         | 0                             | 1                                    | 0                    | 0                             |
| Пол    | Финансијско посредовање   | Некретнине                    | Државна управа и одбрана             | Образовање           | Здравствени и социјални рад   |
| Мушки  | 0                         | 0                             | 0                                    | 0                    | 0                             |
| Женски | 0                         | 0                             | 0                                    | 0                    | 0                             |
| УКУПНО | 0                         | 0                             | 0                                    | 0                    | 0                             |
| Пол    | Остале услужне активности | Приватна домаћинства          | Екстериторијалне организације и тела | Непознато            | Непознато                     |
| Мушки  | 0                         | 0                             | 0                                    | 5                    | 5                             |
| Женски | 0                         | 0                             | 0                                    | 1                    | 1                             |
| УКУПНО | 0                         | 0                             | 0                                    | 6                    | 6                             |